# 苹果唱片
苹果唱片（英語：Apple Records）是英國一家唱片公司，由披头士乐队在1968年创立，為苹果媒体公司的子公司 。

## 註解
1. ↑  Apple Corps為英國的娛樂媒體公司，與美國的苹果公司無關。